# Berneville
Berneville je francouzská obec v departementu Pas-de-Calais v regionu Hauts-de-France. V roce 2014 zde žilo 502 obyvatel.

## Poloha obce
Sousední obce jsou: Beaumetz-lès-Loges, Dainville, Simencourt, Wailly a Warlus.

## Vývoj počtu obyvatel
Počet obyvatel